# Болеслав II Немодлинский
Болеслав II Немодлинский (пол. Bolesław II niemodliński, чеш. Boleslav II. Falkenberský, 1326/1335 — 1367/1368) — князь Немодлинский (1362/1365—1367/1368) и Прудницкий (1365—1367/1368) с братьями Вацлавом и Генрихом I.

## Биография
Представитель опольской линии Силезских Пястов. Старший сын князя немодлинского Болеслава Первородного (ок. 1293 — 1362/1365) и Евфимии Вроцлавской (после 1318 —ок. 1383), дочери князя Вроцлавского Генриха VI Доброго.
В 1355 году благодаря контактам отца Болеслав II был назначен членом придворного суда при короле Чехии Карле Люксембургском. 
После смерти отца между 1362 год и 1365 годами Болеслав II вместе с младшими братьями Вацлавом и Генрихом I унаследовали Немодлинское княжество. После смерти князя Микулаша II Опавского в 1365 году король Карл Люксембургский в награду за верную службу передал Болеславу II Прудницкое княжество.
Князь Болеслав II Немодлинский скончался между 1367 и 1368 годами. Место его захоронения неизвестно. Он не вступал в брак и не имел детей. 